# Sódzso S
A Sódzso S (少女S; Hepburn: Shōjo S, ’Lányok’) a Scandal japán együttes harmadik nagykiadós kislemeze (összességében a hatodik), egyben a Best Scandal című stúdióalbumuk harmadik kislemeze. A dalok szövegeit Tomomi, Rina és Kobajasi Nacumi írta. A korong a hatodik helyen mutatkozott be az Oricon slágerlistáján a  17 684 eladott példányával. A lemezből összesen 33 881 példány kelt el Japánban, ezzel 2009 százkilencvennegyedik legsikeresebb kislemezévé vált. A Billboard Hot 100 listáján a hetedik helyezést érte el. 2009 augusztusában a Japán Hanglemezgyártók Szövetsége aranylemezzé minősítette a kislemezt, mivel azt több mint százezren töltötték le annak teljes hosszúságú változatát.

## Háttér
A lemez bemutatóját a KDDI Designing Studio épületében tartották meg, a jegyek a rendezvényre az első három percben elkeltek.
A kislemez címadó dalát a Tokyo TV japán televízióadó Bleach című animesorozatának tizedik nyitófőcím dalaként hallhatta először a közönség, majd később a Bleach DS 4th: Flame Bringer videójáték főcímdalaként, illetve a Taiko no Tacudzsin 13 játéktermi játékban is felcsendül. A Sódzso S-t számos alkalommal előadták a televízióban, köztük az Animax által Magyarországon is sugárzott Animax Musix rendezvényeken.
A Sódzso S klipjében látható gitárokat, amelyeket a Best Scandal fotókönyvében szétvertek 2011 márciusában jótékonysági célokkal elárvereztek.

## Számlista
| Normál kiadás (ESCL-3216) | Normál kiadás (ESCL-3216) | Normál kiadás (ESCL-3216) | Normál kiadás (ESCL-3216) | Normál kiadás (ESCL-3216) | Normál kiadás (ESCL-3216) | Normál kiadás (ESCL-3216) | Normál kiadás (ESCL-3216) | Normál kiadás (ESCL-3216) | Normál kiadás (ESCL-3216) |
| #                         | Cím                       | Dalszöveg                 | Zene                      | Hangszerelő               | Hossz                     |                           |                           |                           |                           |
| ------------------------- | ------------------------- | ------------------------- | ------------------------- | ------------------------- | ------------------------- | ------------------------- | ------------------------- | ------------------------- | ------------------------- |
| 1.                        | Sódzso S (少女S)          | Tomomi                    | Tadzsika Juicsi           | Iidzsima Ken              | 3:11                      |                           |                           |                           |                           |
| 2.                        | Nacu neiro (ナツネイロ)   | Rina, Kobajasi Nacumi     | Masterworks               | Nisikava Szuszumu         | 4:33                      |                           |                           |                           |                           |
| 3.                        | Future                    | Rina, Kobajasi Nacumi     | Aszami Takeo              | Nisikava Szuszumu         | 3:36                      |                           |                           |                           |                           |
| 12:00                     |                           |                           |                           |                           |                           |                           |                           |                           |                           |

| „A” korlátozott példányszámú kiadás (ESCL-3214) | „A” korlátozott példányszámú kiadás (ESCL-3214) | „A” korlátozott példányszámú kiadás (ESCL-3214) | „A” korlátozott példányszámú kiadás (ESCL-3214) | „A” korlátozott példányszámú kiadás (ESCL-3214) | „A” korlátozott példányszámú kiadás (ESCL-3214) | „A” korlátozott példányszámú kiadás (ESCL-3214) | „A” korlátozott példányszámú kiadás (ESCL-3214) | „A” korlátozott példányszámú kiadás (ESCL-3214) | „A” korlátozott példányszámú kiadás (ESCL-3214) |
| #                                               | Cím                                             | Dalszöveg                                       | Zene                                            | Hangszerelő                                     | Hossz                                           |                                                 |                                                 |                                                 |                                                 |
| ----------------------------------------------- | ----------------------------------------------- | ----------------------------------------------- | ----------------------------------------------- | ----------------------------------------------- | ----------------------------------------------- | ----------------------------------------------- | ----------------------------------------------- | ----------------------------------------------- | ----------------------------------------------- |
| 1.                                              | Sódzso S (少女S)                                | Tomomi                                          | Tadzsika Juicsi                                 | Iidzsima Ken                                    | 3:11                                            |                                                 |                                                 |                                                 |                                                 |
| 2.                                              | Nacu neiro (ナツネイロ)                         | Rina, Kobajasi Nacumi                           | Masterworks                                     | Nisikava Szuszumu                               | 4:33                                            |                                                 |                                                 |                                                 |                                                 |
| 3.                                              | So Easy                                         | Scandal, Kobajasi Nacumi                        | mitsubaco                                       | Nisikava Szuszumu, Scandal                      | 3:27                                            |                                                 |                                                 |                                                 |                                                 |
| 4.                                              | Sódzso S (Instrumental) (少女S (Instrumental))  | –                                               | Tadzsika Juicsi                                 | Iidzsima Ken                                    | 3:11                                            |                                                 |                                                 |                                                 |                                                 |
| 14:22                                           |                                                 |                                                 |                                                 |                                                 |                                                 |                                                 |                                                 |                                                 |                                                 |

| „B” korlátozott példányszámú kiadás (ESCL-3215) | „B” korlátozott példányszámú kiadás (ESCL-3215) | „B” korlátozott példányszámú kiadás (ESCL-3215) | „B” korlátozott példányszámú kiadás (ESCL-3215) | „B” korlátozott példányszámú kiadás (ESCL-3215) | „B” korlátozott példányszámú kiadás (ESCL-3215) | „B” korlátozott példányszámú kiadás (ESCL-3215) | „B” korlátozott példányszámú kiadás (ESCL-3215) | „B” korlátozott példányszámú kiadás (ESCL-3215) | „B” korlátozott példányszámú kiadás (ESCL-3215) |
| #                                               | Cím                                             | Dalszöveg                                       | Zene                                            | Hangszerelő                                     | Hossz                                           |                                                 |                                                 |                                                 |                                                 |
| ----------------------------------------------- | ----------------------------------------------- | ----------------------------------------------- | ----------------------------------------------- | ----------------------------------------------- | ----------------------------------------------- | ----------------------------------------------- | ----------------------------------------------- | ----------------------------------------------- | ----------------------------------------------- |
| 1.                                              | Sódzso S (少女S)                                | Tomomi                                          | Tadzsika Juicsi                                 | Iidzsima Ken                                    | 3:11                                            |                                                 |                                                 |                                                 |                                                 |
| 2.                                              | Nacu neiro (ナツネイロ)                         | Rina, Kobajasi Nacumi                           | Masterworks                                     | Nisikava Szuszumu                               | 4:33                                            |                                                 |                                                 |                                                 |                                                 |
| 3.                                              | Future                                          | Szuzuki Rina, Kobajasi Nacumi                   | Aszami Takeo                                    | Nisikava Szuszumu                               | 3:40                                            |                                                 |                                                 |                                                 |                                                 |
| 4.                                              | Sódzso S (Instrumental) (少女S (Instrumental))  | –                                               | Tadzsika Juicsi                                 | Iidzsima Ken                                    | 3:11                                            |                                                 |                                                 |                                                 |                                                 |
| 14:25                                           |                                                 |                                                 |                                                 |                                                 |                                                 |                                                 |                                                 |                                                 |                                                 |

## Közreműködők
| Scandal - Ono Haruna – vokál, gitár - Szaszazaki Mami – gitár, vokál - Ogava Tomomi – basszusgitár, vokál, dalszövegíró - Szuzuki Rina – dobok, vokál, dalszövegíró | Produkció - Tadzsika Juicsi – zeneszerző - Iidzsima Ken – hangszerelő - Kobajasi Nacumi – dalszövegíró - Masterworks – zeneszerző - Nisikava Szuszumu – hangszerelő - Aszami Takeo – zeneszerző - mitsubaco – zeneszerző - Szugavara Josihiro – művészeti vezető - Kikuma Jaszunari – fényképész |